# Dansen inställd pga krogshow
Dansen inställd pga krogshow är den krogshow som Larz-Kristerz satte upp på Klockargården i Tällberg under oktober och november 2011. Showen innehöll ett urval av det man framfört från starten på ett lastbilsflak i Älvdalen 2001 fram till albumet Från Älvdalen till Nashville som släpptes i november 2011. Föreställningen filmades, och DVD:n släpptes hösten 2012 och låg etta på DVD-toppen.

## Låtlista
1. Där näckrosen blommar
2. Det är nog bäst det som sker
3. Djungis Khan
4. Sidovagnsmotorcykel
5. Percis som Ferdinand
6. Rockin' Robin
7. Är din kärlek sann Susann
8. Vi ska fara bortom månen
9. Barnatro
10. Papaya Coconut
11. Purple rain
12. We're not gonna take it
13. Små ord av guld
14. När sanningen sjunkit in
15. Zetor'n (Han har köpt en ny traktor)
16. Paula (Flera tusen watt)
17. Här på landet
18. Du raiter upp mig (You raise me up), sjungs på älvdalska
19. Carina

## Medverkande

### Larz-Kristerz
- Trond Korsmoe
- Mikael Eriksson
- Stefan Nykvist
- Peter Larsson
- Torbjörn Eriksson
- Anders Tegnér

### Övriga
- Johan Berglund
- Morgan Tegnér